# Mohau Koenane
Mohau Koenane (Maseru, 27 de abril de 1985) es un futbolista lesotense que juega de portero en el Lioli FC.

## Clubes y selección nacional
Debutó en el club Lioli FC de la ciudad de Teyateyaneng en el que ha jugado toda su carrera.
Es internacional con su selección nacional (Lesoto) con la que ha jugado 20 partidos y en la que lleva el número 1.
- Datos: Q23643143